# Bejețk
Bejețk (rusă: Бежецк) este un oraș din regiunea Tver, Rusia, situat pe râul Mologa la confluența cu râul Ostrechina.